# L'ultima carta (film 1938)
L'ultima carta è un film del 1938 diretto da Piero Ballerini.